# Kodeks 0129
Kodeks 0129 (Gregory-Aland no. 0129) α 1037 (Soden) – grecko-koptyjski kodeks uncjalny Nowego Testamentu na pergaminie, paleograficznie datowany na IX wiek. Rękopis jest przechowywany jest we Francuskiej Bibliotece Narodowej (Copt. 129,11) w Paryżu.

## Opis
Do dziś zachowała się 2 karty kodeksu (35 na 25,5 cm) z fragmentami Listy Pawła.
Tekst pisany jest dwoma kolumnami na stronę, w 33 linijkach w kolumnie. Stosuje akcenty.

## Tekst
Kurt Aland tekstu rękopisu nie zaklasyfikował do żadnej kategorii.

## Historia
Aland datował kodeks na IX wiek. W ten sam sposób datuje go obecnie INTF.
Prawdopodobnie powstał w Egipcie. Tekst rękopisu opublikował Émile Amélineau w 1895 roku, który też sporządził pierwszy jego opis.
Gregory w 1908 roku dał mu siglum 0129.
Karlheinz Schüster w 1969 roku zauważył, że 0129 pochodził z tego samego rękopisu co 0203 i lekcjonarz 1575. Aland stwierdził, że być może powinien być klasyfikowany jako lekcjonarz, a nie uncjał. 0203 przechowywany jest w British Library, lekcjonarz 1575 w Austriackiej Bibliotece Narodowej.
Rękopis cytowany jest w krytycznych wydaniach greckiego Nowego Testamentu (NA26, NA27). W NA27 cytowany jest jako świadek pierwszego rzędu.